# Peter Grill to Kenja no Jikan
Peter Grill to Kenja no Jikan (ピーター・グリルと賢者の時間 Pītā Guriru to Kenja no Jikan?) es un manga escrito e ilustrado por Daisuke Hiyama. Fue serializado en la revista Gekkan Action de Futabasha desde agosto de 2017 hasta agosto de 2024 y recopilado en quince volúmenes tankōbon. Una serie de anime producida por el estudio Wolfsbane fue estrenada el 10 de julio de 2020.

## Sinopsis
Peter Grill es un aventurero considerado "El hombre más fuerte del mundo". Pese a tener una estable relación con su novia Luvelia, con quien prometió pasar juntos el resto de sus vidas, Luvelia todavía cree que los bebés son entregados por la cigüeña, y en dos años de relación no han pasado de cogerse las manos. Mientras, varias mujeres, tales como dos gemelas ogro, una orca y una mística elfa, buscan a Peter para que puedan tener sus hijos por sus fuertes genes. Peter tendrá que evadir toda tentación y trampas que se le ponen por delante, sintiéndose culpable hacia Luvelia.

## Personajes
Peter Grill (ピーター・グリル Pītā Guriru?)
 Seiyū: Hiro Shimono
Peter es un guerrero que es coronado como el hombre más fuerte del mundo. Con su victoria, planea casarse con Luvelia Sanctos. Sin embargo, esto llama la atención de mujeres de otras razas que quieren estar con él.
Luvelia Sanctos (ルヴェリア・サンクトゥス Ruveria Sankutusu?)
 Seiyū: Yui Ninomiya
Luvelia es la prometida de Peter y la hija del Guildmaster Sanctos. Peter ha estado saliendo con Luvelia durante dos años y quiere llevar su relación al siguiente nivel. Sin embargo, gracias a la personalidad sobreprotectora de su padre, nunca han ido más allá del acto de tomarse de la mano y ella es ingenua en cuanto a la procedencia de los bebés.
Mimi Alpacas (ミミ・アルパカス Mimi Arupakasu?)
 Seiyū: Ayana Taketatsu
Mimi es la hermana menor de Lisa. Al igual que Lisa, Mimi quiere acostarse con Peter para tener una descendencia fuerte.
Lisa Alpacas (リサ・アルパカス Risa Arupakasu?)
 Seiyū: Hibiku Yamamura
Lisa es la princesa de la tribu de los ogros. Quiere acostarse con Peter para tener una descendencia fuerte.
Vegan Eldriel (ビーガン・エルドリエル Bīgan Erudorieru?)
 Seiyū: Akari Uehara
Vegan es una elfa arrogante que lanza una maldición sobre Peter para obligarlo a aparearse con ella y producir una descendencia élfica más fuerte.
Piglette Pancetta (ピグリット・パンチェッタ Piguretto Panchetta?)
 Seiyū: Sayaka Senbongi
Piglette es una orca que se considera fea según los estándares orcos debido a su apariencia humana. Después de tener la oportunidad de aparearse con Peter, decide quedarse con él para vengarse de los miembros de su clan en Orcland que la degradaron.
Gobuko Nggiell (ゴブコ・ンギエール Gobuko ngiēru?)
 Seiyū: Mikoi Sasaki
Gobuko es una niña duende y la amiga de la infancia perdida de Peter y su hermana adoptiva que luego se une a su harén.
Mithrim Netherland (ミスリム・ネザーランド Misurimu nezārando?)
 Seiyū: Shiori Izawa
Mithlim es una inventora enana que exige la semilla de Peter para probar sus inventos a cambio de reparar una espada sagrada.
Frutalia Eldriel (フルタリア・エルドリエル Furutaria Erudorieru?)
 Seiyū: Kana Yuuki
Fruitalia es la hermana menor de Vegan que espera robar la semilla de Peter para sí misma usando mejoras mágicas.

## Contenido de la obra

### Manga

#### Lista de volúmenes
| N.º | Fecha de lanzamiento     | ISBN original          |
| --- | ------------------------ | ---------------------- |
| 1   | 12 de enero de 2018      | ISBN 978-4-575-85094-9 |
| 2   | 12 de julio de 2018      | ISBN 978-4-575-85183-0 |
| 3   | 12 de enero de 2019      | ISBN 978-4-575-85256-1 |
| 4   | 12 de julio de 2019      | ISBN 978-4-575-85330-8 |
| 5   | 10 de enero de 2020      | ISBN 978-4-575-85404-6 |
| 6   | 12 de junio de 2020      | ISBN 978-4-575-85458-9 |
| 7   | 12 de noviembre de 2020  | ISBN 978-4-57-585523-4 |
| 8   | 12 de mayo de 2021       | ISBN 978-4-57-585578-4 |
| 9   | 11 de noviembre de 2021  | ISBN 978-4-57-585655-2 |
| 10  | 12 de mayo de 2022       | ISBN 978-4-57-585716-0 |
| 11  | 12 de septiembre de 2022 | ISBN 978-4-57-585758-0 |
| 12  | 9 de marzo de 2023       | ISBN 978-4-57-585820-4 |
| 13  | 9 de noviembre de 2023   | ISBN 978-4-57-585908-9 |
| 14  | 11 de abril de 2024      | ISBN 978-4-57-585959-1 |
| 15  | 10 de octubre de 2024    | ISBN 978-4-57-586016-0 |

### Anime
La adaptación a serie de anime fue anunciada en la edición de noviembre de Gekkan Action publicada el 25 de septiembre de 2019. La serie está animada por Wolfsbane y dirigida por Tatsumi, con Nora Mōri escribiendo los guiones y Rui Ishige diseñando los personajes. Comenzó a emitirse el 10 de julio de 2020 en Tokyo MX, AT-X y GYT. El tema de apertura de la serie, "Tsurenaite Yūtsu" (つらぬいて憂鬱?), fue interpretado por Yui Ninomiya como su personaje Luvelia Sanctus. El tema de cierre de la serie, "Yoridokoro" (ヨリドコロ?), fue interpretado por Hilcrhyme. Shusei's Project interpretó una canción insertada titulada "Ti amo". Sentai Filmworks obtuvo la licencia de la serie y la transmitió en HIDIVE. Crunchyroll también transmitió la serie.
En el cintillo del noveno volumen recopilatorio del manga, se confirmó la producción de una segunda temporada. La segunda temporada se titula Peter Grill to Kenja no Jikan: Super Extra, el personal y al elenco regresan en sus respectivos roles, con Seven involucrado como estudio secundario. Se estenó el 9 de octubre de 2022. El tema de apertura es "Kurenazumu Yakusoku" (暮れなずむ約束?), interpretado por Isekaijoucho, mientras que el tema de cierre es "Koigokoro" (コイゴコロ?), interpretado por Hilcrhyme.